# Vườn quốc gia Mitchell-Alice Rivers
Errk Oykangand (tên cũ là Mitchell-Alice Rivers cho đến năm 2009) là một vườn quốc gia ở Queensland, Australia, 1748 km về phía tây bắc Brisbane. Diện tích vườn quốc gia rộng 382 km2 trên bán đảo Cape York ở Queensland, Australia. Nó là một vườn quốc gia bảo tồn các thổ dân được quản lý cùng với Quản lý Vườn Quốc gia Queensland dưới tình trạng của Cape York Peninsula của thổ dân Đất đai.
Vườn quốc gia nằm ở khu vực Viễn Bắc Queensland tại hợp lưu của Mitchell và sông Alice. Nó nằm khoảng 335 km về phía tây Cooktown và 270 km về phía đông bắc của Normanton. Truy cập vào công viên là chỉ có sẵn với xe 4x4 từ Kowanyama-Pompuraaw Road, trong khi Sông Mitchell phải được gạch chéo ở Shelfo Crossing, một tấm rộng của gạch. Trong mùa mưa giữa tháng mười một và tháng bảy công viên là không thể tiếp cận. Có một số di tích văn hóa của thổ dân trong công viên đã không thể đến được.
Giữa hai con sông nằm cảnh quan xavan, mặt đất là cứng và nứt trong mùa khô, thường được trở thành một hồ nước lớn trong những tháng ẩm ướt hơn.